# 卡西洛夫 (阿拉斯加州)
卡西洛夫（英語：Kasilof）是位於美國阿拉斯加州基奈半島自治市鎮的一個非建制地區和人口普查指定地區。根據2010年美國人口普查，該地人口為549人，而該地的面積約為27.40平方千米。

## 地理
卡西洛夫的座標為60°20′07″N 151°14′01″W / 60.33528°N 151.23361°W，而該地的平均海拔高度為38米（即125英尺）。